# Vườn quốc gia Magura

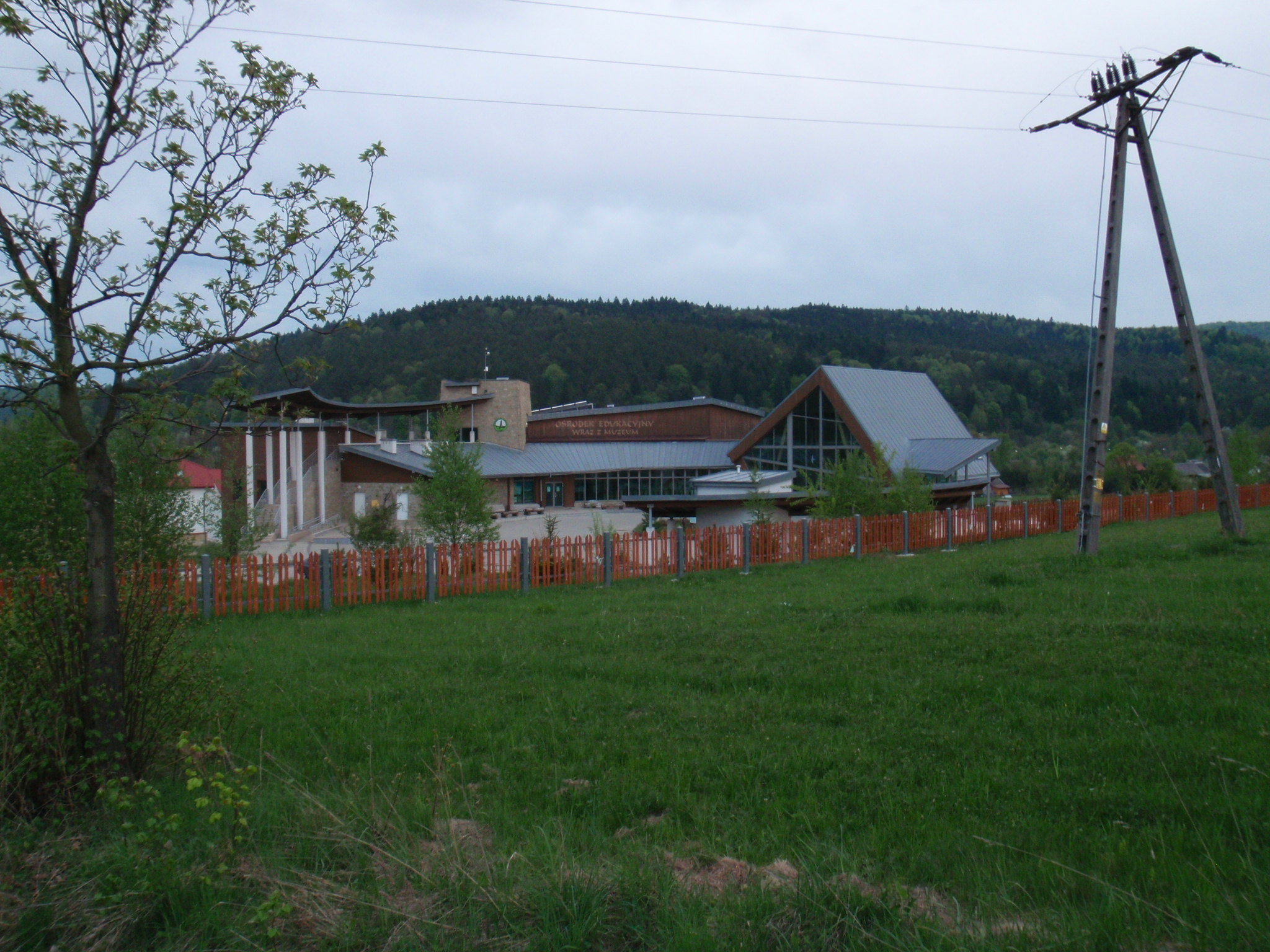
Trụ sở công viên

Vườn quốc gia Magura (tiếng Ba Lan: Magurski Park Narodowy) là một công viên quốc gia nằm ở phía đông nam Ba Lan, gần Slovakia, trên ranh giới của Lesser Voivodeship Ba Lan và Subcarpathian Voivodeship. Nó bao gồm phần chính của lưu vực thượng lưu của sông Wisłoka. Khi vườn quốc gia được thành lập vào năm 1995, nó bao phủ 199.62 km², mặc dù bây giờ chỉ còn 194.39 km2, trong đó 185.31 km² là rừng.
Công viên lấy tên từ khối núi được gọi là Magura Wątkowska, sau Wtkowa, đỉnh cao nhất của nó. Magura cũng là tên của đỉnh cao thứ hai của khối này.

## Phong cảnh
Cảnh quan của Công viên Quốc gia Magurski là điển hình của sườn núi Beskid Niski và bao gồm chủ yếu là các đỉnh núi thấp và trung bình có rừng rậm. Trong số những sự kì lạ về địa chất, quan trọng nhất là Diabli Kamień ("Đá của quỷ") và khu bảo tồn Kornuty. Phần chính của công viên bao gồm khối núi Magura Wątkowska, với đỉnh Wątkowa cao nhất của nó ở 847m trên mực nước biển. Những ngọn đồi quan trọng khác là Magura (842 m), Wielka Góra (719 m) và Nad Tysowym (713 m).
Sông Wisłoka và các nhánh của nó là một trong những yếu tố quan trọng nhất của công viên. Wisłoka là một dòng sông núi điển hình, tạo ra những khe núi đẹp như tranh vẽ và thường xuyên thay đổi hướng đi của nó.

## Hệ thực vật và động vật
Thảm thực vật là một đặc điểm chuyển tiếp và phản ánh vị trí của công viên - giữa Carpathians phương Đông và phương Tây. Phần lớn của Công viên là rừng. Cây vân sam không phổ biến ở đây, điều đó có nghĩa là rừng là phần lớn tự nhiên.
Hệ động vật ở đây rất phong phú trong - có 137 loài chim, bao gồm một số loài có nguy cơ tuyệt chủng như đại bàng và cú đại bàng cũng như cò. Ngoài ra còn có 35 loài động vật có vú bao gồm gấu nâu (chúng lang thang qua lại giữa Ba Lan và Slovakia), linh miêu, mèo hoang, sói và rái cá. Người ta cũng có thể tìm thấy cá, rắn, kỳ nhông và nhiều côn trùng. Ước tính trong Công viên có 200 loài động vật đang bị đe dọa.

## Định cư của con người
Dấu vết định cư lâu đời nhất của con người trong khu vực này vẫn là một thành trì tại Brzezowa, trên núi Walik. Nó là một phần của hệ thống các thành trì được xây dựng bởi bộ lạc Wislanie vào thế kỷ thứ 9 ở biên giới phía Nam của vùng đất của họ. Ngoài ra, người ta có thể tìm thấy các nhà thờ Chính thống nhỏ bằng gỗ, được xây dựng bởi Slavic Lemkos phía đông. Thật không may, một số tòa nhà bị hủy hoại. Trong một trong những túp lều của nông dân, tại làng Kolonia Olchowiec, có một bảo tàng nhỏ về văn hóa Lemko.
Ngoài ra còn có rất nhiều nghĩa trang từ Thế chiến I, vì khu vực này trong một thời gian dài là một chiến trường giữa quân đội Nga và Áo-Đức. Một lời nhắc nhở bi thảm về Thế chiến II là nghĩa trang của 1250 người Do Thái, người đã bị Đức quốc xã sát hại vào năm 1942 tại đèo Halbów.
Công viên có trụ sở tại làng Krempna.